# Любен Пандев
Любен Стойков Пандев е български офицер, генерал-майор.

## Биография
Роден е на 27 февруари 1949 г. в неврокопското село Огненово. Вербуван е първоначално като резидент, а след това и като агент под псевдонима Дебелянов от Държавна сигурност през 1973 г. Снет е от действащия оперативен отчет през 1985 г. На 27 август 1996 г. е освободен от длъжността началник на управление „Окомплектоване“ на ГЩ на БА и назначен за изпълняващ за една година длъжността главен инспектор на Инспекция „Защита правата на човека и кадровата и социална политика“ в Инспектората на Министерството на отбраната. На 6 май 1998 г. е освободен от изпълняващ за една година длъжността главен инспектор на Инспекция „Защита правата на човека и кадрова социална политика“ в Инспектората на Министерството на отбраната и назначен за началник на управление „Военна полиция“, считано от 7 май 1998 г. На 23 декември 1999 г. е освободен от длъжността началник на управление „Военна полиция“ на Министерството на отбраната. На 3 май 2000 г. е назначен за началник на управление „Личен състав“ на Генералния щаб на Българската армия. На 7 юли 2000 г. е удостоен с висше военно звание генерал-майор. През 1999 г. е председател на Контролния съвет на ЦСКА (София). На 6 юни 2002 г. е освободен от длъжността началник на управление „Личен състав“ на Генералния щаб на Българската армия.